# Camille Condé-Ferreira
Pour les articles homonymes, voir Condé et Ferreira.
 (mai 2020).
Camille Condé-Ferreira, née le 5 mars 1999 à Brou-sur-Chantereine (Seine-et-Marne), est une cavalière française de saut d'obstacles.

## Biographie
Camille Condé-Ferreira naît à Brou-sur-Chantereine le 5 mars 1999. Elle passe son enfance en Seine-et-Marne dans l'écurie de compétition de ses parents à Jouarre. Elle commence l'équitation (comme beaucoup de cavaliers) à shetland puis passe aux poneys et commence la compétition équestre à l'âge de 5 ans. Par la suite, elle commence à 10 ans à alterner les concours à cheval en amateur et à poney. À l'âge de 12 ans, elle participe à ses premiers championnats d’Europe avec son poney Juke Boxe du Bulot qui lui a permis de commencer à concourir dans les grandes échéances. Au long de sa carrière à poney, elle remporte plus d'une trentaine de grand prix excellence. Camille Condé-Ferreira possède un palmarès très impressionnant.
Après avoir excellé dans le circuit poney, elle est aujourd'hui devenue une cavalière professionnelle émérite qui ne cesse de faire ses preuves dans les concours internationaux à cheval. En 2013, elle est nommée championne du monde Children au Mexique avec Black Jumper, un cheval qui lui a été attribué au hasard. Camille Condé-Ferreira est également diplômé d'état, elle entraîne des cavaliers de saut d'obstacles. Le cheval qui a probablement le plus marqué la carrière de la jeune cavalière est sa jument Pirole de la Chatre qui lui a permis d'obtenir ses plus grands titres. Camille Condé-Ferreira a énormément de partenariat avec de grandes marques de matérielles équestres : Ravene, Bruno Delgrange, Kentucky, animo...

## Palmarès
Voici un résumé des éléments les plus marquants du palmarès de Camille Condé-Ferreira : 
- Championne de France à 9 et 10 ans dans la catégorie poussin.
- Vice-championne de France en Grand prix excellence avec Pumkins Pondi.
- Championne de France grand prix avec Quessada de la Roque.
- Vice championne du monde children au Mexique, en 2013 avec Black Jumper.
- Championne D'Europe (children) par équipe en 2013  avec Pirole de la Chatre.
- 3e place au championnat d'Europe (children) en 2013 avec Pirole de la Chatre.
- Championne de France junior avec Pirole de la Chatre en 2015.
- Championne d'Europe junior avec Pirole de la Chatre en 2015.
- Vice championne d'Europe junior avec Pirole de la Chatre en 2016.
- Deux victoires dans le CSO du BIP (Bonneau internationale poney).

Camille Condé-Ferreira a gagné une trentaine de grand prix élite, ce qui fait d'elle une cavalière emblématique du circuit poney.

## Chevauxactuels[Quand?]
| Nom                   | Race                               | Né(e) | Sexe   | Robe           | Taille | père                | mère                         | propriétaire                             |
| --------------------- | ---------------------------------- | ----- | ------ | -------------- | ------ | ------------------- | ---------------------------- | ---------------------------------------- |
| Air Force GEM         | Selle français                     | 2010  | Hongre | Bai            | 170 cm | Royal Feu           | Gekas Des Forets             | Geneviève Megret                         |
| Corrado du Moulin     | Selle français                     | 2009  | Hongre | Bai            | 165 cm | Eurocommerce Berlin | I-Lagune par Landadel        | Geneviève Megret                         |
| Varenta GEM           | Selle français                     | 2009  | Jument | Bai            | 172 cm | Allegreto           | La Perouse                   | Elise Megret                             |
| Egerie du Val du Geer | Stamboek Belgisch Sportpaard (SBS) | 2010  | Jument | Bai            | 168 cm | Toulon              | Utopia du Val du Geer        | Geneviève Megret                         |
| UneHistoire du Morion | Selle français                     | 2008  | Jument | Alezan         | 157 cm | Mylord Carthago     | Flo du Volday                | Camille Alexandre                        |
| Flash du Puits        | Selle français                     | 2015  | Hongre | Gris           | 163 cm | Mylord Carthago     | Myrtille du puits par Rosire | Nicolas Gravet et Camille Condé Ferreira |
| Black Knigth GEM      | Selle français                     | 2011  | Hongre | Bai Brun Foncé | 168 cm | Indoctro            | Rhapsodie GEM                | Geneviève Megret                         |
| Chiara GEM            | Selle français                     | 2012  | Jument | Bai Foncé      | 166 cm | Non stop            | Iriane L'amandour            | Geneviève Megret                         |
| Firsts d'Amour        | Selle français                     | 2015  | Hongre | Gris           | 175 cm | President           | Operette des Plains          | Nicolas Gravet et Camille Condé Ferreira |
| Freestyle de John     | Selle français                     | 2015  | Hongre | Alezan         | 175 cm | President           | Operette de Plains           | Camille et Jonathan Condé Ferreira       |